# Sen kommer september
Sen kommer september är ett musikalbum från 2018 utgivet på Zebra Art Records av och med sångaren och låtskrivaren Per-Ivar Östmann. Albumet är utgivet på cd såväl som på digitala plattformar.

## Låtar
1. Sen kommer september
2. En vacker lögn
3. Att vända om
4. Hjärtats längsta natt
5. Brinn baby brinn
6. Mariaplan
7. Småstadsbröder
8. Min lilla stad
9. En vanlig man
10. Bohusros

## Medverkande
- Producent: Magnus Sjöqvist
- Sång: Per-Ivar Östmann
- Gitarr, keyboards, programmering, kör: Magnus Sjöqvist
- Bas, kör: Cristopher Nilsson
- Lapsteel, mandolin: Jörgen Berg
- Orgel: Rikard Mörtsell
- Blås: Niclas Geidvik
- Pedalsteel, mastring: Bosse Savik
- Exekutiv producent: Valle Erling